# Schlacht um Manila (1898)
Atlantischer Kriegsschauplatz

Cárdenas – Puerto Rico – Guantánamo Bay – El Caney – San Juan Hill – Santiago de Cuba I – Santiago de Cuba II
Pazifischer Kriegsschauplatz

Bucht von Manila – Guam – Manila
Die Schlacht um Manila am 13. August im Jahre 1898 war ein kurzer Kampf zwischen den Truppen der Vereinigten Staaten und Spanien während des Spanisch-Amerikanischen Krieges. Das Ereignis ist nicht zu verwechseln mit dem Seegefecht in der Bucht von Manila. 
Viele glauben, die Schlacht habe nur stattgefunden, um einen Fall der Stadt an die Armee der Filipinos unter dem Kommando von Emilio Aguinaldo zu verhindern. 

## Hintergrund
Nach dem amerikanischen Sieg in der Schlacht in der Bucht von Manila blockierten die Schiffe der U.S.Navy unter George Dewey ganze zwei Monate lang Manila von See her, während sie das Eintreffen von Bodentruppen erwarteten. Die Vereinigten Staaten reagierten auf die Anforderung Deweys mit der Gründung des Philippine Expeditionary Force (Philippinisches Expeditionskorp), das später als das VIII. Korps tituliert wurde, unter dem Kommando von Generalmajor Wesley Merritt. Im Mai verließ die Vorhut der Kampftruppe San Francisco unter der Führung des Brigadegenerals Thomas M. Anderson. Zwei weitere Verstärkungen folgten in den kommenden Wochen unter den Kommandos der Brigadegeneräle Francis V. Greene und Arthur MacArthur. 
Am 27. Juli hatten alle Streitkräfte zusammen mit General Merritt und seinem Stab die Philippinen erreicht. Emilio Aguinaldo hatte unterdessen eine Truppe von rund 10.000 Filipinos zusammengestellt, die vor den Toren der Stadt wartete. Die 15.000 spanischen Verteidiger unter General Fermin Juadenes fürchteten vor allem den Angriff der philippinischen Truppen. Sie wussten, dass sie keine Gnade erwarten durften, wenn die Stadt in die Hände Aguinaldos fallen würde. Dewey schaffte es jedoch, Aguinaldo daran zu hindern, die Stadt vor Eintreffen von Merritt zu attackieren.

## Die Schlacht

### Vorbereitung
Ende Juli, nachdem alle US-Truppen auf den Philippinen gelandet waren, organisierte Merritt seine Streitkräfte und führte sie in eine Division zusammen (bezeichnet als 2. Division). Er stellte sie unter das Kommando von General Anderson. General MacArthur erhielt die Führung der 1. Brigade und General Greene bekam das Kommando der 2. Brigade zugesprochen. Merritt begann zudem damit, zusammen mit Dewey die Einnahme der Stadt zu planen. Beide hielten Aguinaldo absichtlich aus ihren Strategien und Vorbereitungen heraus, obwohl dessen Männer ihre Truppenstärke verdoppelt hätte. Die US-Bodentruppen begannen im Folgenden vom Süden her aufzurücken und Schützengräben rings um die Stadt anzulegen. Aguinaldos Männer hielten unterdessen den Osten der Stadt unter Kontrolle.

### Erste Kämpfe
Noch während die Truppen mit dem Ausheben der Gräben beschäftigt waren, begannen die Spanier am 25. Juli auf die vermutlichen Positionen der US-Amerikaner zu feuern. Die US-Amerikaner erwiderten das Feuer und nach dem Tod von 10 Soldaten eskalierte das Gefecht vorübergehend. In den folgenden Tagen feuerten die Spanier weiter von ihren Verteidigungsstellungen innerhalb Manilas aus, um ihren Gegnern stetige Verluste zuzufügen. Dewey erklärte General Greene, dass es besser sei, „ein paar Verluste in den Schützengräben zuzulassen, als eine große Anzahl bei einem verfrühten Angriff zu verlieren.“ Er ließ Greene weiterhin wissen, dass er das Feuer auf die spanischen Verteidigungsstellungen eröffnen würde, sobald Greene den Befehl dazu gab.

### Der Angriff
Am 13. August, einen Tag nachdem in Washington Friedensprotokolle zwischen Spanien und Amerika unterzeichnet worden waren, begann MacArthurs Brigade auf die Mauern der Stadt vorzurücken. Greenes Brigade bewegte sich westlich von MacArthur entlang der Küstenlinie, während Deweys Kanonenboote Fort San Agustín von der Bucht aus bombardierten. Als Greenes Truppen das Fort erreichten, fanden sie es verlassen vor und so hissten sie die Amerikanische Flagge über der Festung. Als Deweys Flotte ihr Bombardement einstellte, rückte MacArthur gegen die Blockhäuser der spanischen Stadtwachen, wobei sie nur auf geringen Widerstand stießen.
Bis zu diesem Zeitpunkt hatten Aguinaldo und seine Männer keine Kenntnis von dem amerikanischen Angriff. Als sie jedoch die Schüsse von MacArthurs Truppen vernahmen, stürzten sie sich in die Schlacht und gerieten dabei ins Kreuzfeuer des 1. Minnesota Freiwilligenregiments. General Greene rückte vom Fort aus vor, überrannte die Barrikaden und betrat die Stadtpromenade. Greene stieß auf einen spanischen Soldaten und fragte ihn, ob sich die Stadt bereits ergeben hätte. Der Offizier konnte nichts dazu sagen und so wurde sporadisch weiter geschossen. Als Greene sah, dass der Rest des amerikanischen Angriffs die Stadtmauern erreicht hatte, fürchtete er, die vereinzelten, hilflosen Schüsse der Verteidiger könnten ihren Weg in die amerikanischen Reihen finden und am Ende unangemessene Vergeltungsschläge seiner Leute provozieren. Daher befahl er den amerikanischen Truppen, vor den Stadttoren Halt zu machen und empfahl den Spaniern, sich in die Stadt zurückzuziehen. Für ein paar Minuten passierte nichts, dann hissten die spanischen Truppen die Parlamentärsflagge. Greene ritt zusammen mit Vertretern der Navy und der United States Army in die Stadt, um über die Kapitulationsbedingungen zu verhandeln. Zusätzlich ließ er eine Artilleriekanone an der Ostseite der Stadt platzieren, um wiederum die Filipinos am Betreten der Stadt zu hindern. Am nächsten Tag trafen sich Merrit und Juadenes, um die Formulierung der Kapitulation zu diskutieren.

## Die Aufgabe
Am 14. August einigten sich Merritt und Juadenes über die Kapitulation aller spanischen Streitkräfte auf den Philippinen mit allen militärischen Ehren. Aguinaldo wurde ein weiteres Mal absichtlich aus allen Verhandlungen herausgehalten. Die US-Streitkräfte sicherten sich die alleinige Kontrolle der Stadt, wobei sich Merrit als militärischen Gouverneur einsetzte. Merritt und Dewey waren sich unsicher über den Umfang, den die Ausgrenzung Aguinaldos von der Kontrolle der Stadt haben sollte. Washington, D.C. sandte auf ihre Anfrage eine unmittelbare Antwort und darin hieß es, dass keine gemeinsame Besatzung der Stadt mit den Filipinos geduldet werden würde. General Elwell Stephen Otis, der neue Kommandant des VIII Korps, übernahm am 29. August von Merrit das Amt des Militärgouverneurs. Er setzte eine klare Grenze und ordnete an, dass alle philippinischen Soldaten die Stadt zu räumen hatten.

## Schlachtinszenierung
Nach dem Krieg gab es Spekulationen und Meinungsstreitigkeiten, da viele glaubten, die Beteiligten hätten bereits im Vorhinein eine unblutige Auseinandersetzung angestrebt. General Juadenes hätte einer Aufgabe der Stadt nicht ohne einen Kampf zugestimmt, da die Spanier sich selbst vor der Demütigung einer wehrlosen Kapitulation gegenüber den Amerikanern bewahren wollten. Ein weiterer Hauptgrund, warum Juadenes einer Kapitulation bestrebt gewesen sein könnte, war die Angst, seine Armee könnte in die Hände der Filipinos fallen.
Es war Juadenes größte Sorge, seine Leute würden der Gnadenlosigkeit der philippinischen Truppen ausgeliefert sein. Bei einer Kapitulation gegenüber den US-Streitkräften konnte er hingegen darauf zählen, dass er und seine Männer als Kriegsgefangene behandelt und geschützt werden würden. Die US-Truppen waren auf der anderen Seite ebenso bestrebt, die Stadt außerhalb der Kontrolle von General Aguinaldo zu halten. Bei einer inszenierten Schlacht konnte man die Stadt in die amerikanische Hand fallen lassen, ohne die philippinischen Streitkräfte daran beteiligen zu müssen. Durch den Ausschluss Aguinaldos von dieser Planung kam es jedoch zu einem überstürzten Sturmangriff der philippinischen Armeeeinheiten, als diese die ersten Schüsse vernahmen. Da sie unplanmäßig in das Kampfgeschehen eingegriffen hatten, zogen die Filipinos beide Seiten in ihr Feuer. Erst dadurch wurde das Gefecht zu einem blutigen Kampf.
Insgesamt ließen 21 Amerikaner und etwa 49 Spanier ihr Leben und etwa 100 wurden auf beiden Seiten verwundet. Dafür wurde den Spaniern eine ehrenhafte Aufgabe ermöglicht und die Filipinos konnten erfolgreich aus der Stadt herausgehalten werden.

## Die Auswirkungen
Der Fall von Manila markierte das Ende des Spanisch-Amerikanischen Krieges auf den Philippinen. Merritt und Dewey erhielten am 16. August auch Kenntnis von dem Friedensprotokoll. Dagegen setzten sich die Kämpfe in anderen Gebieten des Pazifischen Ozeans fort, da die Kommandeure nichts von diesem Protokoll erfahren hatten. Die Spanier auf den Wake-Inseln ergaben sich der US Navy, ebenso unwissend über die Existenz eines solchen Protokolls, gar erst am 17. Januar 1899.
Der Krieg mit Spanien war vorbei, aber ein anderer Krieg zeichnete sich ab. Die Spannungen zwischen den philippinischen Truppen unter Aguinaldo und den amerikanischen Expeditionskorps wurden mit der Zeit immer größer. Die Filipinos fühlten sich von den Amerikanern verraten. Sie hatten die Amerikaner eigentlich als Befreier von der spanischen Besatzung betrachtet. Nun wurde ihnen bewusst, dass Amerika die Philippinen nun zu ihrer Kolonie machen wollte.
Auf der San Juan Bridge in Manila kam es dann zu einem Zwischenfall, als ein einfacher Soldat der United States Army auf einen philippinischen Widerstandskämpfer schoss, weil dieser die Brücke überqueren wollte. Die Ereignisse, die diesem Zwischenfall folgten, bestätigten die Amerikaner in ihren Eroberungswillen. Es gab von amerikanischer Seite keinerlei Friedensansätze oder Nachforschungen zu dieser Angelegenheit, stattdessen traten ihre Streitkräfte den philippinischen Truppen in dem Gebiet um Manila unmittelbar entgegen und es kam zu der nächsten Schlacht um Manila.